# Manvantara

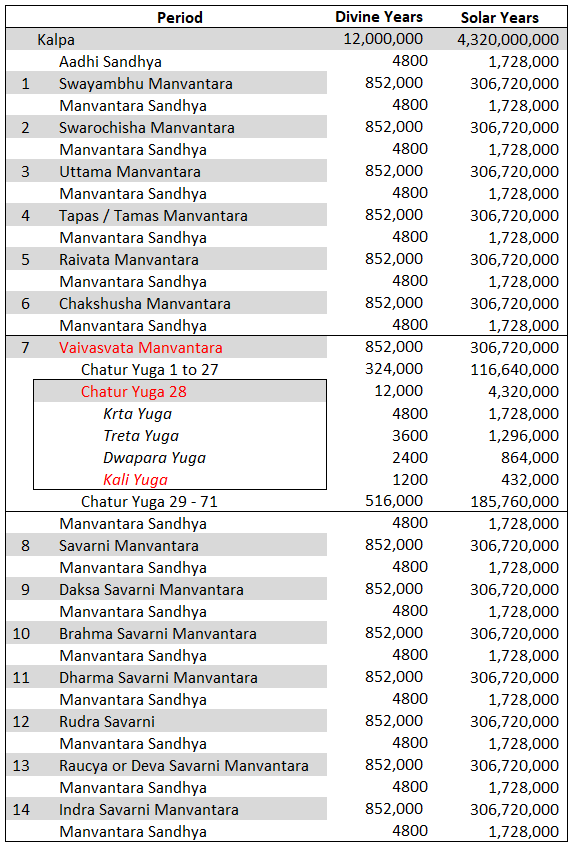
Hindoe tijdrekening

Manvantara is in het hindoeïsme de periode van een Manu, de voorouder van de mensheid. Een kalpa heeft veertien manvantara's en dus ook veertien Manu's. Het huidige tijdperk is volgens deze tijdrekening in de zevende manvantara van de zevende Manu, Vaivasvata Manu, de zoon van Vivasvan (Surya, de zon).
Manvantara komt van 'manu' en 'antara' en is het tijdperk van een Manu. Een kalpa wordt ook een 'dag van Brahma' genoemd. Er gaan 1000 mahayuga's in 1 kalpa. Elke kalpa wordt gevolgd door een pralaya (rustperiode, verduistering, 'nacht van Brahma'), die even lang duurt als de kalpa. Elke manvantara heeft een eigen Indra en 'zeven wijzen' (saptarishi's). Een manvantara duurt 306.720.000 menselijke jaren. Na een rustperiode volgt er een nieuwe 'schepping' ('uitademing van Brahma').

## Tijdrekening
- Leven van Brahma = 100 Brahma Varsha (311.040.000.000.000)
- 1 Brahma Varsha = 360 dagen en nachten van Brahma (3.110.400.000.000)
- 1 dag en 1 nacht van Brahma = 2 kalpa's (8.640.000.000)
- 1 dag van Brahma = 1 kalpa (4.320.000.000)
- 1 kalpa = 14 regeringen van Manu's + 15 sandhi's (sandhikala's, interregnums tussen regeringen van Manu's) (4.294.080.000 + 25.920.000 = 4.320.000.000), ofwel 14 manvantara's + 1 satya yuga (4.318.272.000 + 1.728.000 = 4.320.000.000)
- 1 manvantara = 1 regering van Manu + 1 satya yuga (306.720.000 + 1.728.000 = 308.448.000)
- 1 regering van Manu = 71 chaturyuga's (306.720.000)
- 1 chaturyuga (mahayuga) = 12.000 Deva Vatsara's (4.320.000)
- 1 Deva Vatsara = 360 Deva Ahoratra's (360)
- 1 Deva Ahoratra = 1 jaar voor een mens (1)